# Gabriel von Max
Gabriel Cornelius Ritter von Max (ur. 23 sierpnia 1840 w Pradze, zm. 24 listopada 1915 w Monachium) – austriacko-niemiecki malarz czeskiego pochodzenia.

## Biografia
Urodził się jako Gabriel Cornelius Max w 1840 roku. Był synem rzeźbiarza Josefa Maxa i Anny Schumann. W latach 1855–1858 studiował w Praskiej Akademii Sztuk. Interesował się parapsychologią, darwinizmem oraz mistycyzmem.
W 1858 roku namalował swoje pierwsze płótno, kiedy był studentem Akademii Praskiej. Kontynuował studia w wiedeńskiej Akademii Sztuk Pięknych. W latach 1863–1867 studiował w Akademii Monachijskiej pod kierunkiem Karla von Piloty. Jego pierwszym sukcesem był obraz z 1867 roku „Męczennica na krzyżu”.
Od 1869 Gabriel von Max miał swoje studio w Akademii Sztuk Pięknych w Monachium; w lecie przebywał zwykle w regionie Ammerlandzie nad jeziorem Starnberger. W latach 1879–1883 Gabriel Max był profesorem malarstwa historycznego w Akademii Monachijskiej; został także członkiem Towarzystwa Teozoficznego.
W 1895 odznaczony Bawarskim Orderem Maksymiliana za Naukę i Sztukę. W 1900 został nobilitowany przyjmując tytuł Ritter. Zmarł w Monachium w 1915 roku.

## Wybrane dzieła

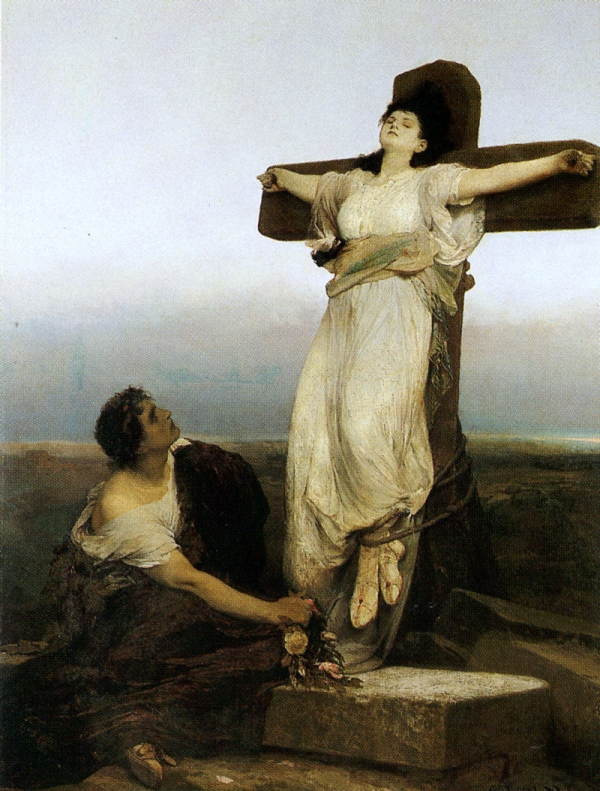
Męczennica na krzyżu (Święta Julia) (1866)
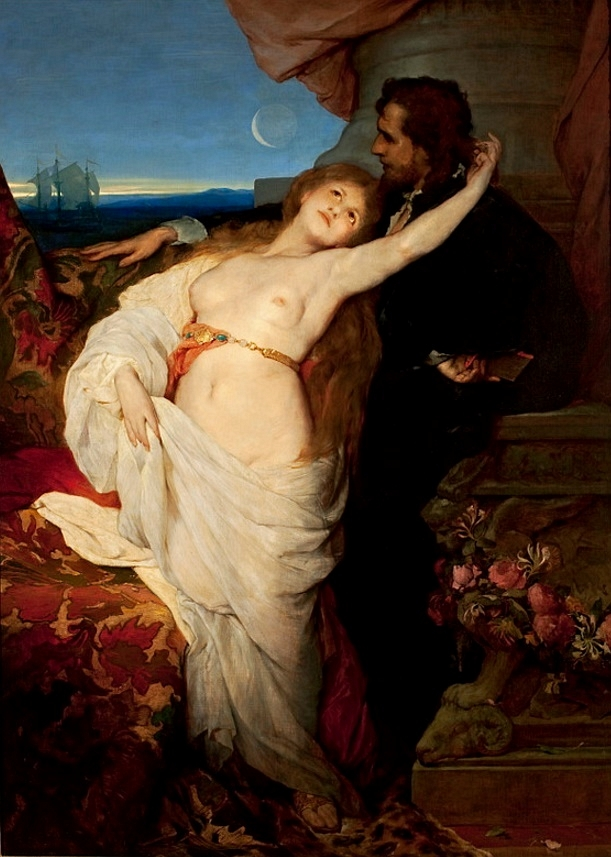
Tannhäuser (1878)
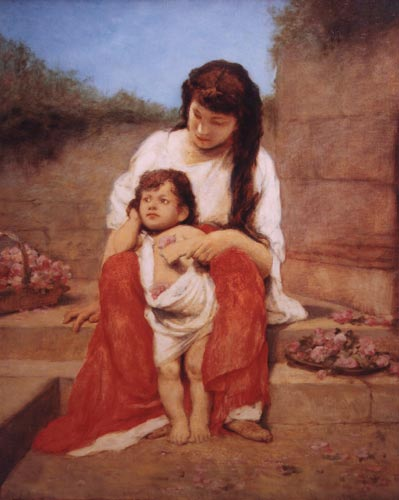
Matka z dzieckiem (1880)
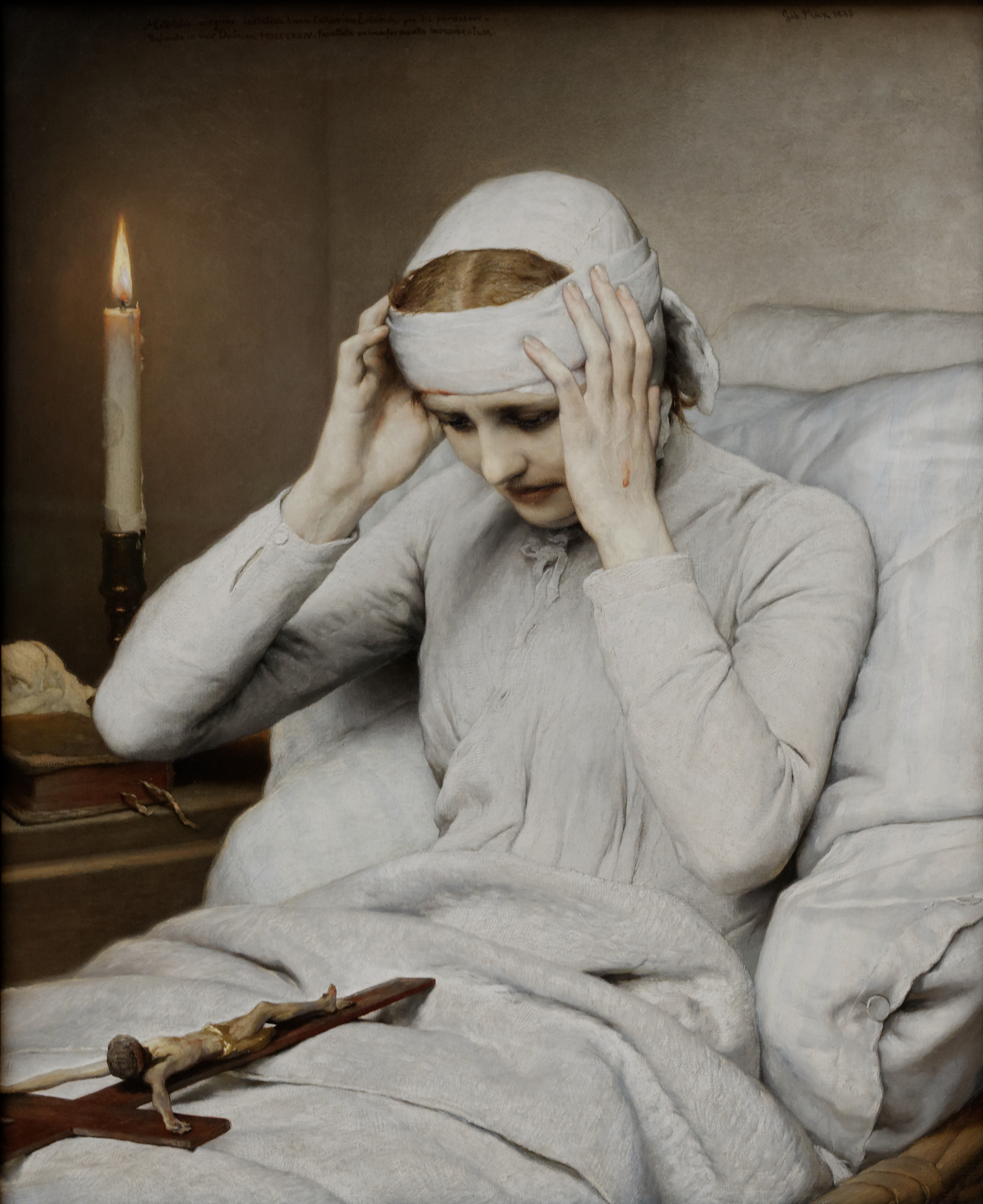
Ekstaza Anny Katarzyny Emmerich (1885)
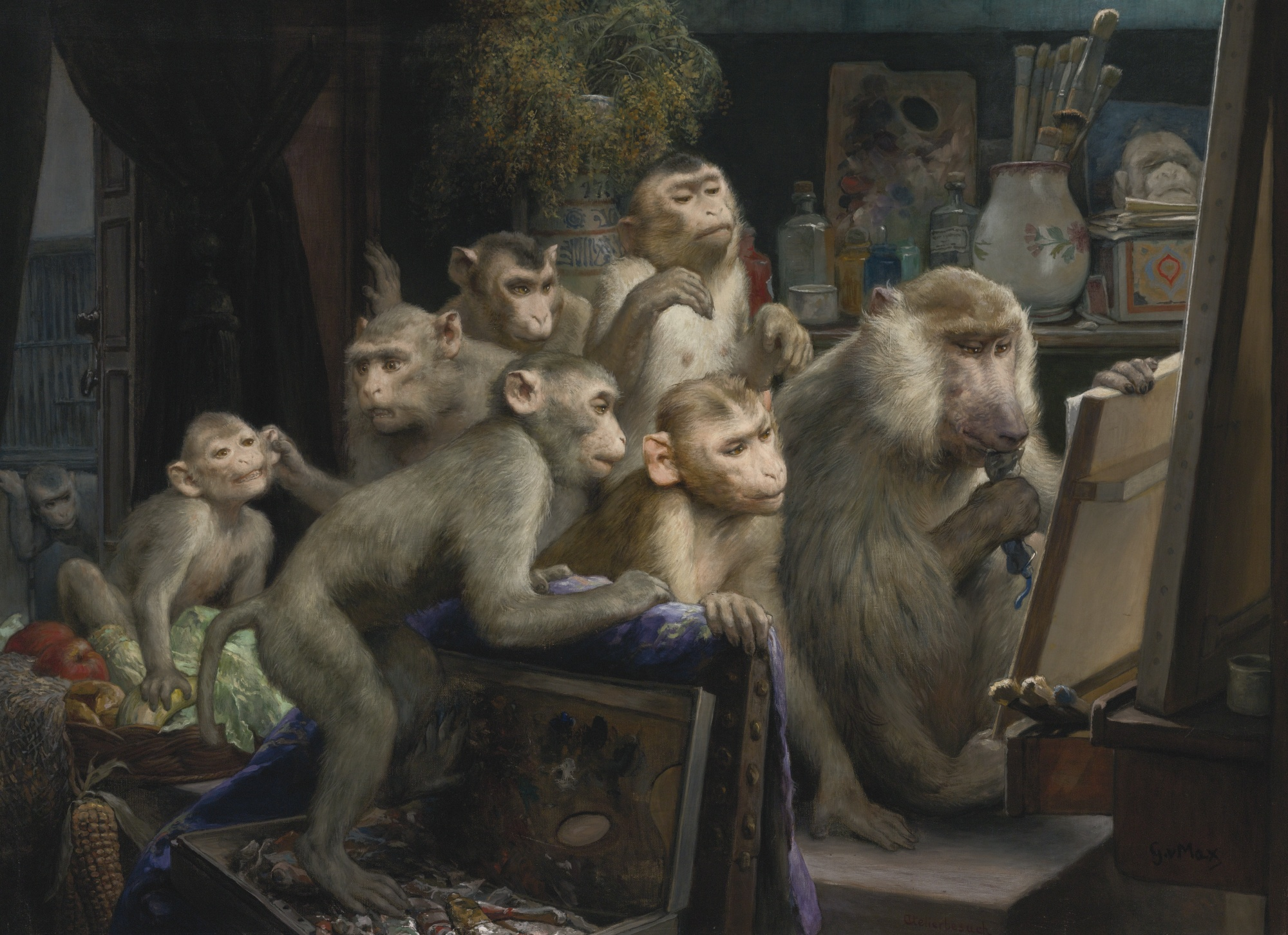
Małpy jako krytycy sztuki (1888)
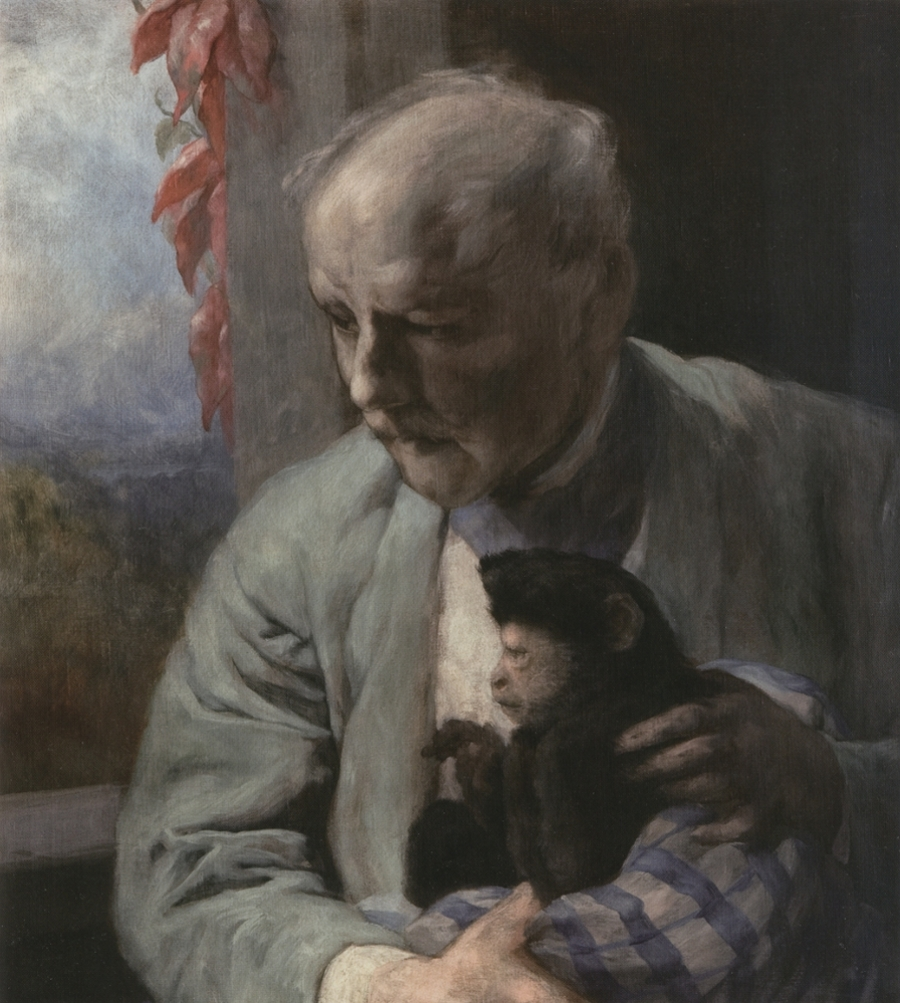
Autoportret z małpą (1910)
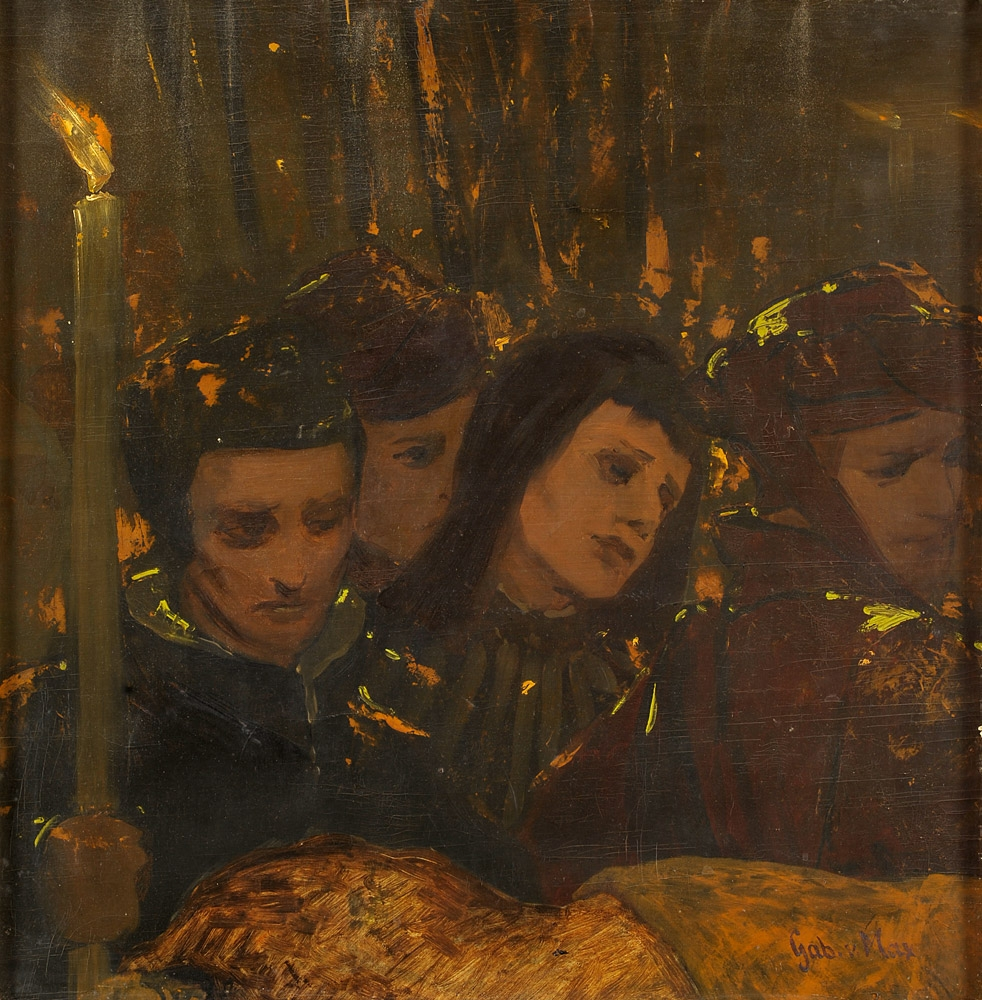
Smutny pochód (1915)
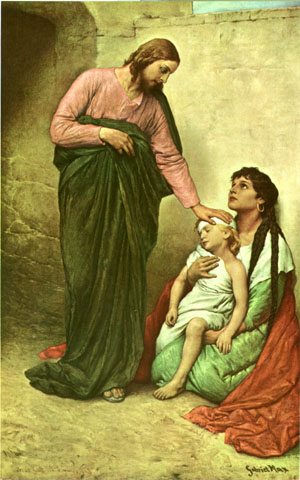
Jezus uzdrawia dziecko
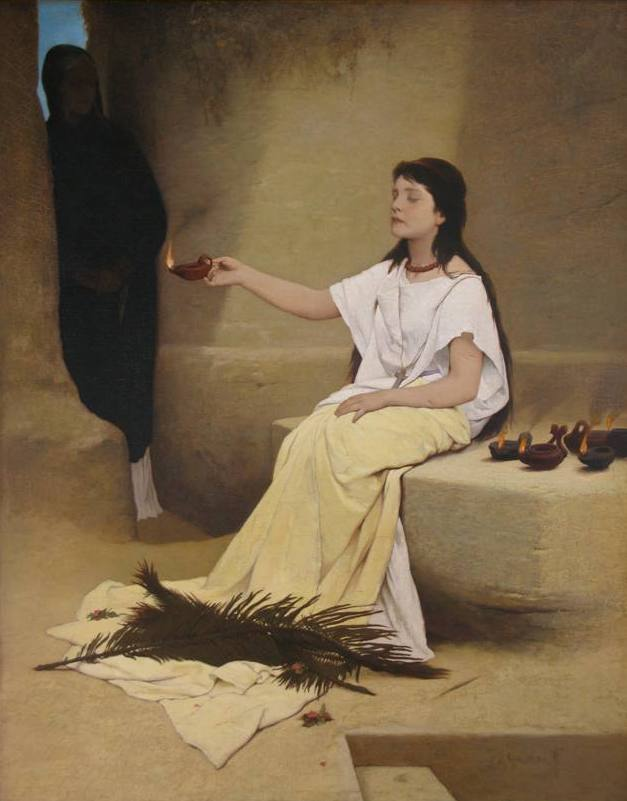
Światło
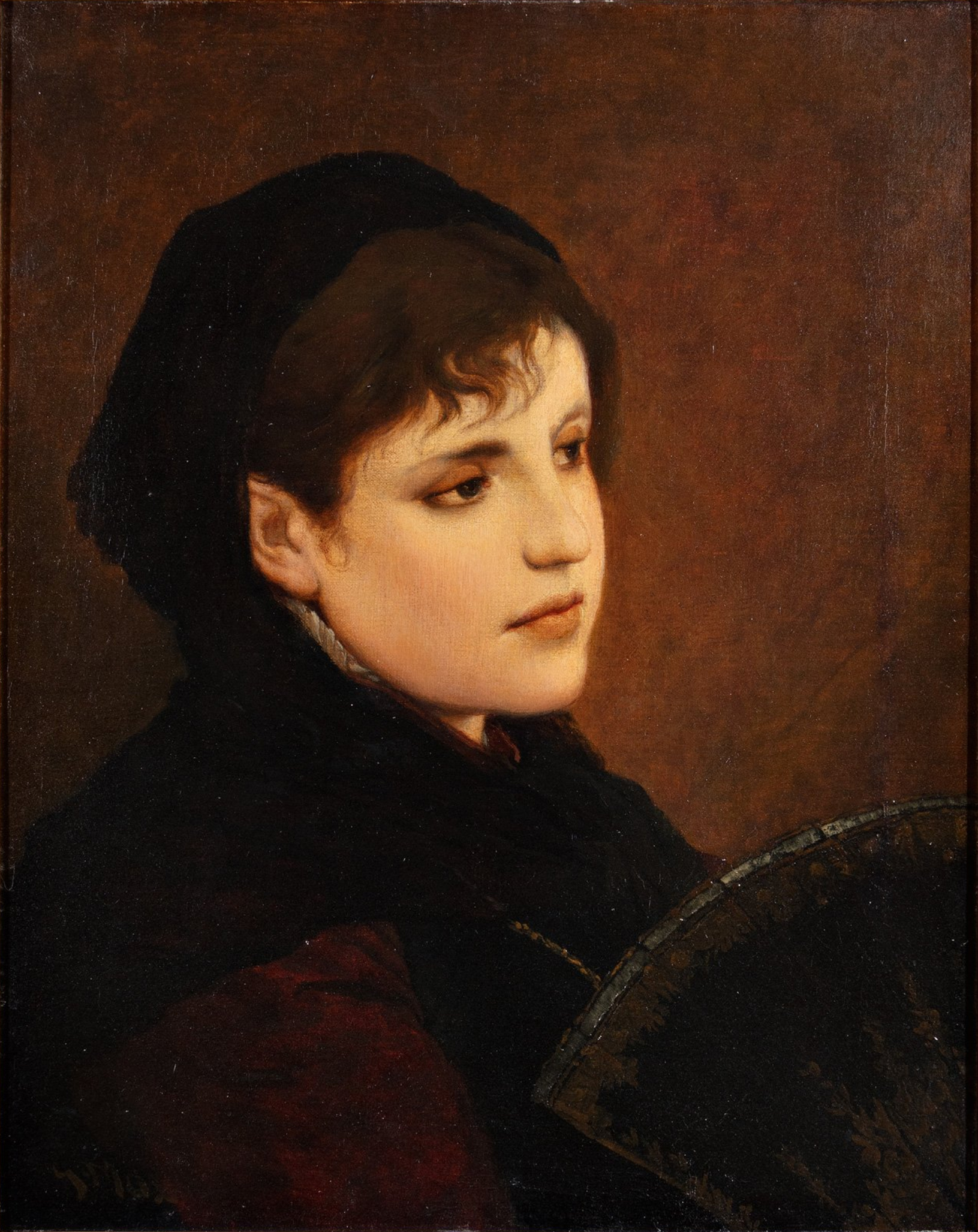
Młoda Hiszpanka z wachlarzem (prawdopodobnie lata 80.)